# لوئیس روسلت
لوئیس روسلت (انگلیسی: Louis Rousselet; ۱۵ مهٔ ۱۸۴۵ – ۱۹ نوامبر ۱۹۲۹) جهانگرد، نویسنده، عکاس و پیشگام تاریک‌خانه اهل فرانسه بود.